# امونوپتیا
امونوپتیا (به لاتین: Amunupitiya) یک منطقهٔ مسکونی در سری‌لانکا است که در استان مرکزی (سری‌لانکا) واقع شده‌است.